# Zen mester
A zen mester fogalma a 20. század első felében jelent meg. Általában arra a személyre vonatkozik, aki zen buddhista meditációt és gyakorlatokat tanít, amelyből arra lehet következtetni, hogy hosszú ideig tanult és azt követően felhatalmazást kapott arra, hogy mások számára továbbadhassa a hagyományt.

## Kína
A Tang-dinasztia előtt a csansi„” (禅师; dhjána mester) kifejezést használták általában arra a szerzetesre, aki a csan buddhizmus, vagy meditáció mestere volt, nem pedig arra, aki a dharmában (írásos tanítások) és a vinajában (erkölcsi szabályzat) volt jártas. Az előbbiek közé tartozott Cse-ji (Zhiyi), a tientaj mestere, akit később nem is soroltak a csan iskola egyértelmű tagjaként.
A korabeli Kínában a "csan" (禪) kifejezés a meditáció egyik formáját jelentette csupán, és nem kizárólag a csan iskolára vonatkozott. Sem az egyházi személyek sem a világi emberek nem kötelezték el magukat egy buddhista „iskola” mellett sem, nem úgy mint Japánban. Csak az idősebb és tapasztaltabb gyakorlók kaptak a csan iskolától felhatalmazást. A legtöbb templom csak a nevében hordozta a csan irányzatot, valójában egyaránt követték a tientaj, a Tiszta Föld, a hua-jen és a jógácsára tanokat, amelyet összefoglaló néven kínai buddhizmusnak (中國佛教) neveztek. Ez volt jellemző az elmúlt ezer évre, a Szung-dinasztia óta.
A megtisztelő címeknek nem létezik ugyan hivatalos szervezete, a „csansi” kifejezés a szakértőknek jár, főleg a csan buddhizmus területén. A „csancong tasi” (禅宗大師; a csan iskola nagymestere) egy még tiszteletreméltóbb kifejezés, amelyet nagyon ritkán használnak. Szintén ritkán használatos megszólítás a dharma tanítókra a „tasi” (大師; nagymester) kifejezés, amelyet gyakran a tanítványok használnak elhunyt tanítójukra.
A buddhista mesterek egyre népszerűbb megszólítása a „sifu” (師父; mester), amelyet bármely szerzetesre vagy apácára használnak. Mivel a kifejezésben szerepel az „apa” (父) tag, ezért szigorúbb értelemben csak a saját tanítójukra szokás használni ezt a megszólítást. A „fasi” (法師; dharma tanító) egy általánosabb fogalom, amelyet egyaránt használnak az egyházi és a világi buddhisták. Általános megszólítás még a „laosi” (老師; tanító), amely vonatkozhat bármilyen tanítóra.

## Japán
Japánban a különböző zen hagyományokban a zen mestereknek nincs hivatalos címe. Különböző megszólítások léteznek:
- „sike”: megkülönböztető elnevezés (a rinzaiban és a szótóban egyaránt) azok számára, akik felügyelik a leendő papok tréningjeit.[1][2]
- „rósi”: (öreg tanító) hagyományos megtisztelő cím, egyes zen iskolában félhivatalos vagy hivatalos.
- „szenszei”: (egyszerűen csak "tanító") zen tanító vagy „mester”.
- „osó”: „érdemes pap/lelkész”, azon gyakorlók részére, akik a papság alapszintjét már elérték.[web 2]

### Szótó
A szótó zen buddhizmusban a "dai-osó" a legmagasabb papi cím az egyházi hierarchiában. Ennél már csak a "zendzsi" a magasabb, amelyet kizárólag Dógen és Keizan iskolaalapítókra használnak, illetve a szekták fő templomainak aktuális apátjaira.

### Rinzai
A rinzaiban is további képzésre van szükség a felügyelői cím megszerzéséhez. Az általános átadásba nem tartozik bele az inka sómei, amely a zen legmélyebb elsajátítása, a gyakorlatban azonban a mesterek igaz hagyományvonalát jelenti a gyakorlótermekben. A gyakorlótermek olyan templomok, amelyekben a templom papjai folytathatnak továbbképzéseket. Inka someiből összesen mintegy 50 – 80 fő van Japánban.

## Korea
A buddhista szerzetes vagy apáca koreai elnevezése a szunim, hagyománytól és ragtól függetlenül. Az idősebb egyházi személyek tiszteletbeli megszólítása a kun szunim. A koreai templomok többségében a középkorú szerzetesek dzsudzsi szunim szerepet tölthetnek be, amely egy adminisztrációs szerepkör. A legidősebb szunimot a fiatalabb szunimok szimbolikus vezetőjének tekintik. 
A koreai szon iskolában az „inka” cím a tanító által a tanítványnak magán úton átadott dharma hagyományvonal elismerését fejezi ki. Az átadás történhet publikusan is, amelynek értéke egyenlő a magán úton történő átadással. Az ilyen átadással rendelkező szerzetesek címe lehet a „szon sza” vagy „zen mester”.
A Kvan Um zen iskola egyedülálló abban az értelemben, hogy egyértelműen megkülönböztet két zen tanítói szintet. Az alsóbb szintű elnevezése dzsi do poep szanim, avagy dharma mester. Ez a mester inka átadásban részesült és tanításra jogosult, azonban csak az iskolán belül. Amint el kívánja hagyni az iskolát, a címe érvénytelenné válik. Ezen felül ez a tanító nem adhat másnak inka átadást.
Amikor dzsi do poep szanim elérési szintjét az iskolán kívülről is megerősítette több zen mester, akkor hivatalos szertartás keretein belül is megkaphatja a szoen szanim címet. Ezzel hivatalosan is átadhat hagyományvonalat és az iskolát elhagyva is tanító maradhat.

### Könyvek
1. ↑  Bodiford & 2008 276.
2. ↑  Borup 2008, 177. o.
3. ↑  Seager 1999.
4. ↑  Ford 2006, 54. o.
5. ↑  Borup 2008, 13. o.
6. ↑  Buswell 1992.

### Internetes
1. ↑  The Chinese Buddhist Schools: Chan. [2012. március 5-i dátummal az eredetiből archiválva]. (Hozzáférés: 2015. július 25.)
2. ↑  Muho Noelke, Part 5: Sessa-takuma - ango as life in a rock grinder
3. ↑  Ten points to keep in mind about dharma transmission
4. 1 2  Muho Noelke, Part 10: What does it take to become a full-fledged Sōtō-shu priest and is it really worth the whole deal?
5. ↑  Buddhadharma Dictionary: Roshi. [2012. december 4-i dátummal az eredetiből archiválva]. (Hozzáférés: 2015. július 25.)

## Külső hivatkozások
- Muho Noelke: What does it take to become a full-fledged Sōtō-shu priest and is it really worth the whole deal? Part 1 – 2 – 3 – 4 – 5 – 6 – 7 – 8 – 9 – 10